# John White (skådespelare)
John White, född 10 juni 1981 i Toronto, Ontario, är en kanadensisk skådespelare.
Hans första skådespelarroll var i ett par Goosebumps episoder, det var i The Cuckoo Clock of Doom, och The Haunted Mask II.
Men han är mest känd som Erik Stifler i American Pie Presents: The Naked Mile och American Pie Presents: Beta House. Ha var även med i TV-filmen She's Too Young som Brad. Han är en bror som heter Kevin och två systrar som heter Andrea och Stephanie. Trots att han födelsenamn är John White, blir han ibland kallad för Johnny White.